# 南風が吹いたら
『南風が吹いたら』（みなみかぜがふいたら）は、作曲家八木澤教司が2020年3月、東日本大震災を風化させないために作曲した楽曲。原曲は歌と吹奏楽のための作品。

## 概要
公式HPの作品名 (Title)は『南風が吹いたら / WIND OF HOPE』で、東日本大震災被災者への応援歌。
東日本大震災の復興シンボルソング『あすという日が』の作曲者である八木澤が、東日本大震災から10年が経とうとする中で「震災の記憶を風化させてはいけない」、「被災地で活動している方を応援したい」という思いから2020年に新曲として制作。作詞は八木澤の妻である武田あゆみで、日本音楽著作権協会（JASRAC）が著作権を管理している（作品コード:252-9358-3）。なお、JASRAC登録の作品タイトル（正題）は『南風が吹いたら / ミナミカゼガ　フイタラ / MINAMIKAZEGA FUITARA』で、「WIND OF HOPE」という英語タイトルは登録されていない。
テレビ番組制作会社のジェイワークスにより、作曲家の八木澤が被災地を巡り、この曲をつくる過程を追いかけたドキュメンタリー番組『私たちの震災10年目～あの日を伝えるアンサンブル～』が制作され、完成した曲は海上自衛隊横須賀音楽隊（歌唱：三宅由佳莉３等海曹）の協力で演奏された。同番組は2020年3月28日から31日（30日深夜）に千葉テレビ、群馬テレビ、テレビ埼玉、テレビ神奈川、とちぎテレビ、サンテレビの独立局計6局にて放送され、この番組内での演奏が初演となった。
番組放送終了翌日より、八木澤の公式YouTubeチャンネル「作曲家 八木澤教司Satoshi YAGISAWA」において、 横須賀音楽隊の演奏によるピアノバージョンと吹奏楽バージョンが順次公開された。
また同時期に、横須賀音楽隊は新型コロナウイルス感染症 (COVID-19)で自粛期間中の国民に対して、「演奏動画、日本応援メッセージ第2弾」としてこの曲を選曲して配信した。
初演からおよそ1年後、八木澤の作曲家デビュー20周年記念となるアルバムで、日本遺産 “呉鎮守府” 開庁130周年記念・海上自衛隊呉音楽隊委嘱作品をメインにしたCD「八木澤教司吹奏楽作品集『曙光の波をきって』」に収録され、2021年2月5日発売された。